# Áreas protegidas de Israel

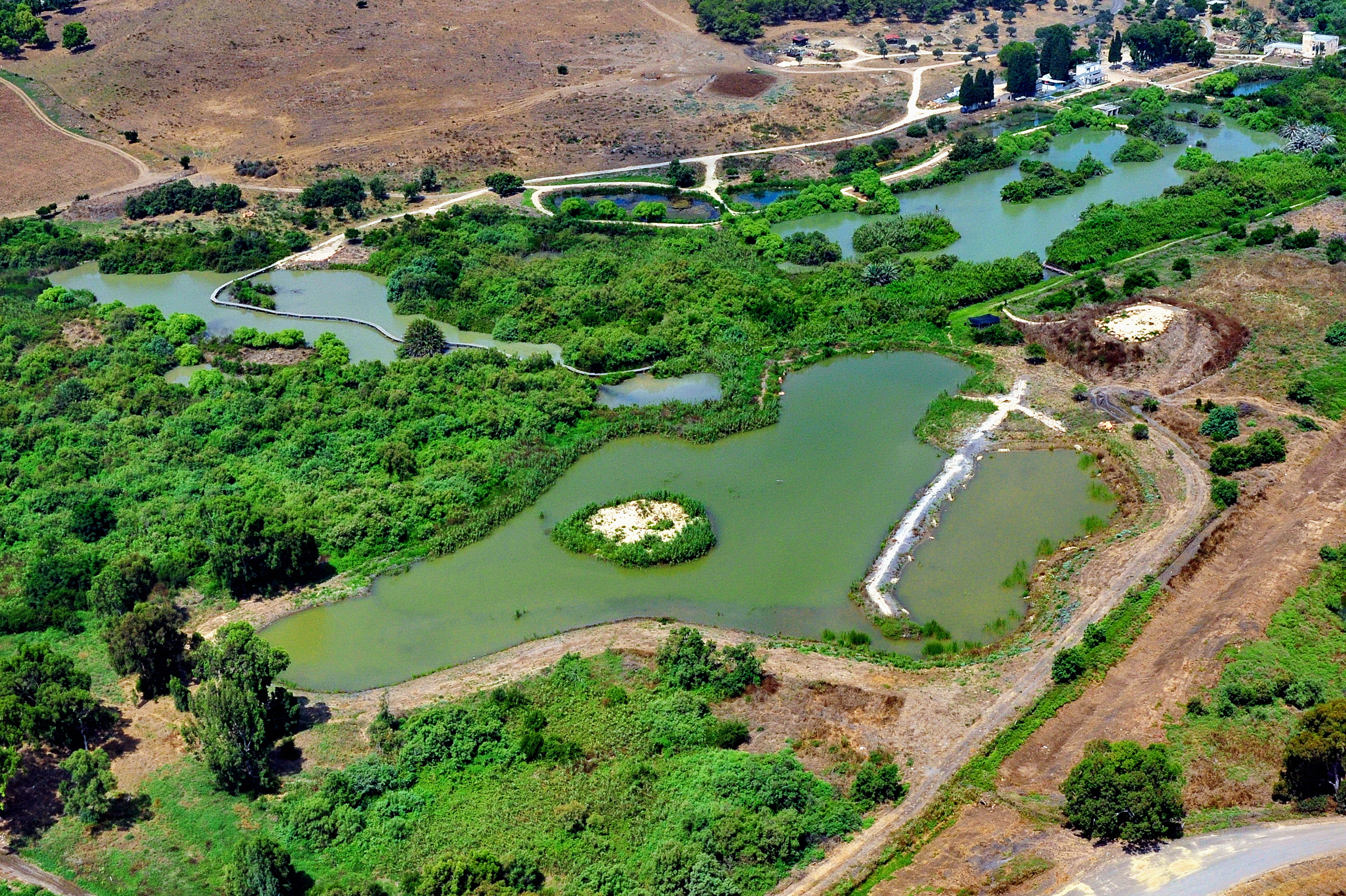
Vista aérea de Ein Afeq

En Israel hay 316 áreas protegidas que cubren 5133 km², el 25 % del territorio, y 12 km² de áreas marinas, el 0,04 % de los 27.855 km² que pertenecen al país. Entre ellas hay 238 reservas naturales y 74 parques nacionales. Además, hay 2 reservas de la biosfera de la Unesco y 2 sitios Ramsar. Cabe señalar que varias de estas áreas protegidas se encuentran dentro del Estado de Palestina o en los Altos del Golán (Siria), cuyos territorios permanecen ocupados por Israel desde la Guerra de los Seis Días de 1967 en contravención de diversas resoluciones de las Naciones Unidas. 

## Sitios Ramsar
- Reserva natural de En Afeq, 0,66 km², 32°51′N 35°04′E. Sitio Ramsar 867. Humedal creado como resultado del intento restaurar unas marismas drenadas. Localizado en la llanura costera, alberga un numeroso grupo de plantas y animales en peligro. Entre las especies notables destacan el cormorán pigmeo, el flamenco común y el zampullín cuellinegro. La vegetación incluye cañaverales y praderas inundables. Las actividades humanas se limitan a un programa educativo con un centro de visitantes en una fortaleza de los cruzados de 800 años de antigüedad.[2]

- Reserva natural de Hula, 3 km² 33°04′N 035°35′E. Sitio Ramsar 868. Humedal creado por el ser humano como resultado de la restauración de parte del lago Hula, drenado, y sus humedales. Localizado en el valle del Jordán, consiste en aguas abiertas, lagunas o pozas permanentes e intermitentes con cañaverales, humedales de agua dulce y bosques de ribera. Se han limitado las actividades humanas y para preservar las praderas se han introducido búfalos. Hay un centro de visitantes con un programa educativo de conservación.[3]

## Reservas de la biosfera de la Unesco

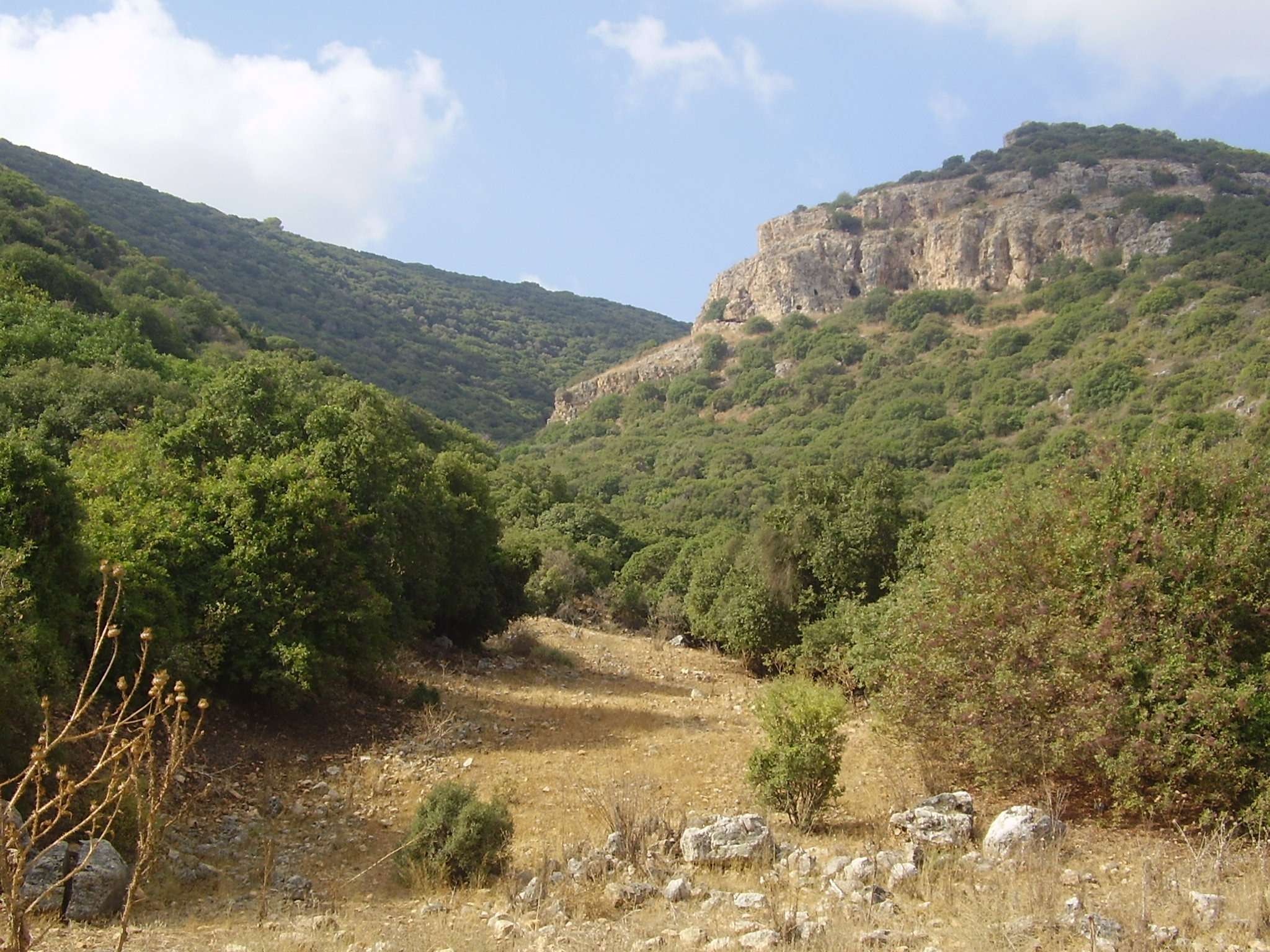
Monte Carmelo

- Monte Carmelo, 266 km². Creada en 2010 en un ambiente semiárido, en un medio montañoso con dos ambientes, roca y arena, entre playas en las que ponen tortugas verdes y acantilados costeros calcáreos coralinos llamados de kurkar, con zonas de dolomita y yeso. También se han detectado restos geológicos de al menos cuatro erupciones volcánicas submarinas. La biodiversidad se basa en tres áreas principales dominadas cada una por pino de Alepo, roble de Palestina y Quercus macrolepis. Destaca la presencia de salamandras. Hay azucenas y diez especies de orquídeas.[4]

- Ramat Menashe, 16,85 km². Unas 8 hectáreas de zona natural preservada en Galilea. A unos 300 m de altura, comprende 13 cooperativas agrarias con unos 10.000 habitantes, de las que 9 operan como kibutz y 4 como moshav, donde cada familia tiene su propia tierra.[5] Comprende una combinación de bosques plantados, con bosques naturales de robles, campos abiertos, huertos, fuentes y arroyos. Destacan el río HaShofet, la carretera de Mishmar Ha Emek, los cruces de Juara y Kibbutzim, las ruinas de Beit Rosh, el bosque de Kibbutzim, el bosque de ciclámenes y el río Tanimin.[6]

## Parques nacionales

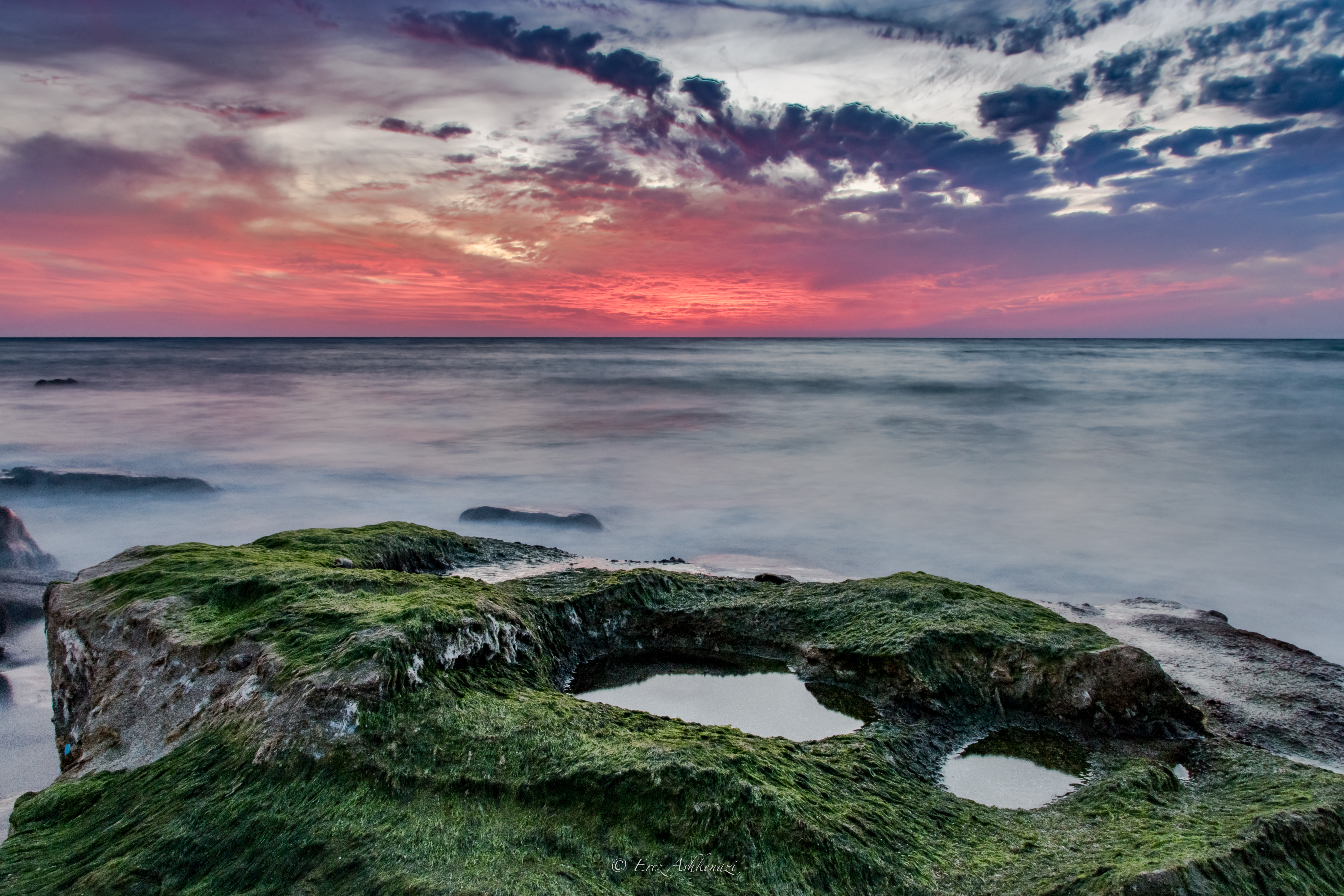
Parque nacional de Aczib

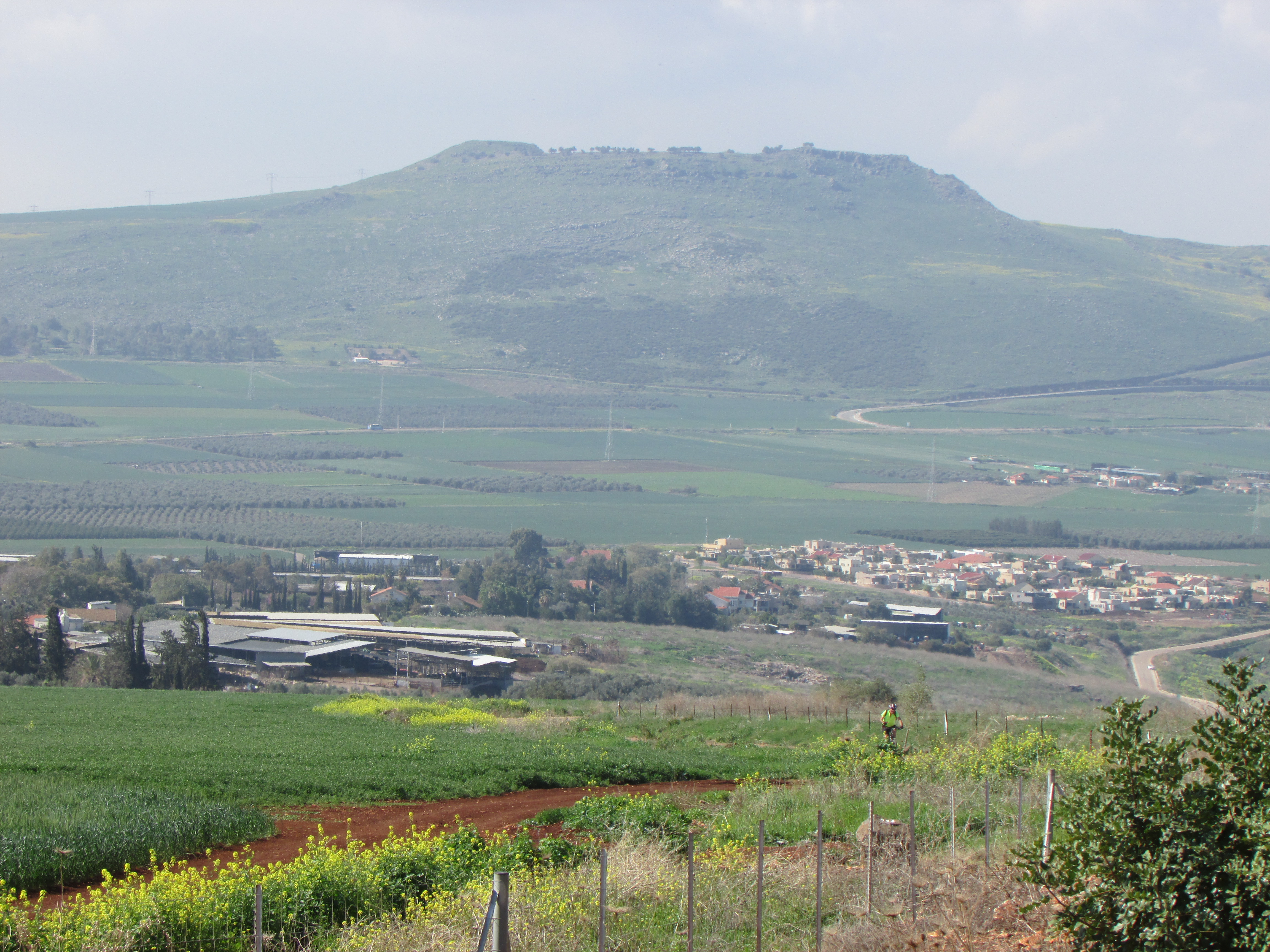
Monte Arbel

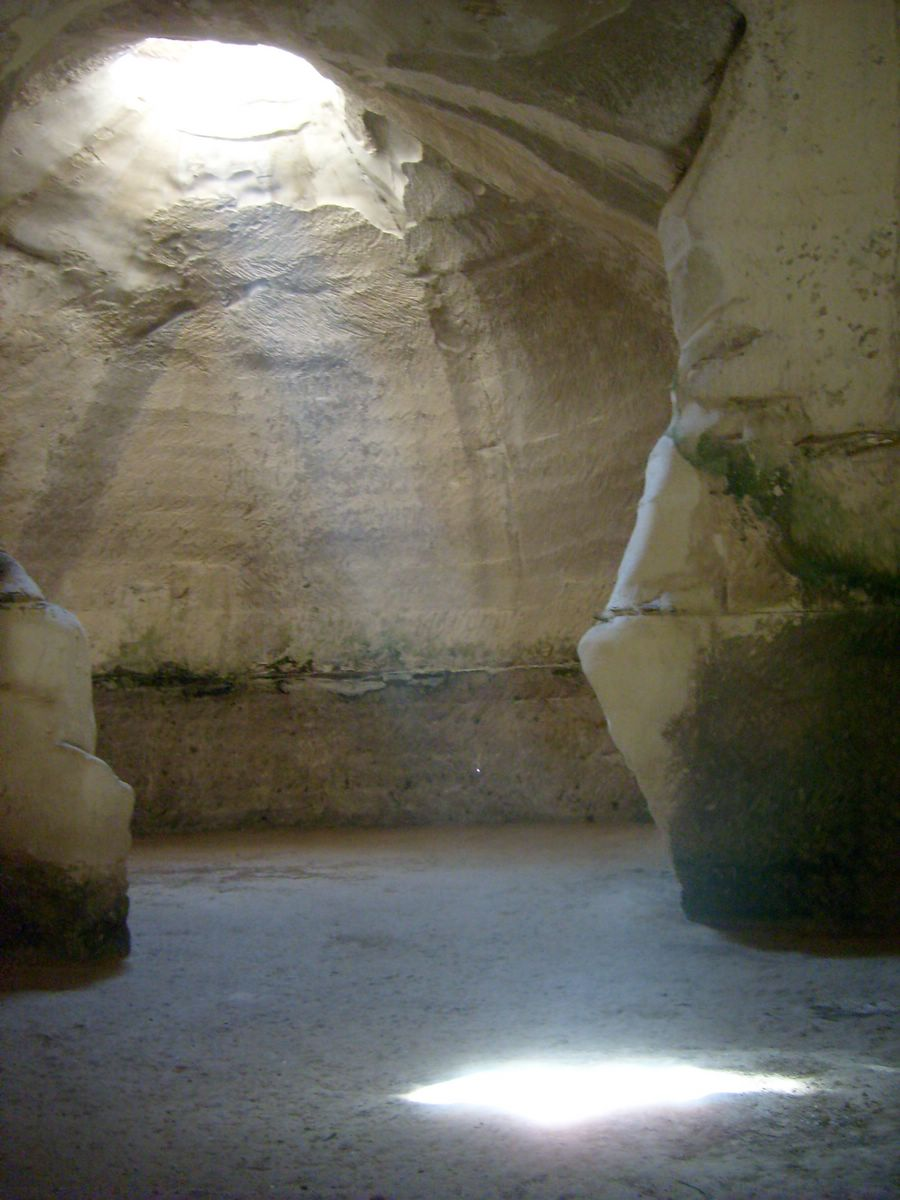
Cuevas de Maresha en el Parque nacional Beit Guvrin

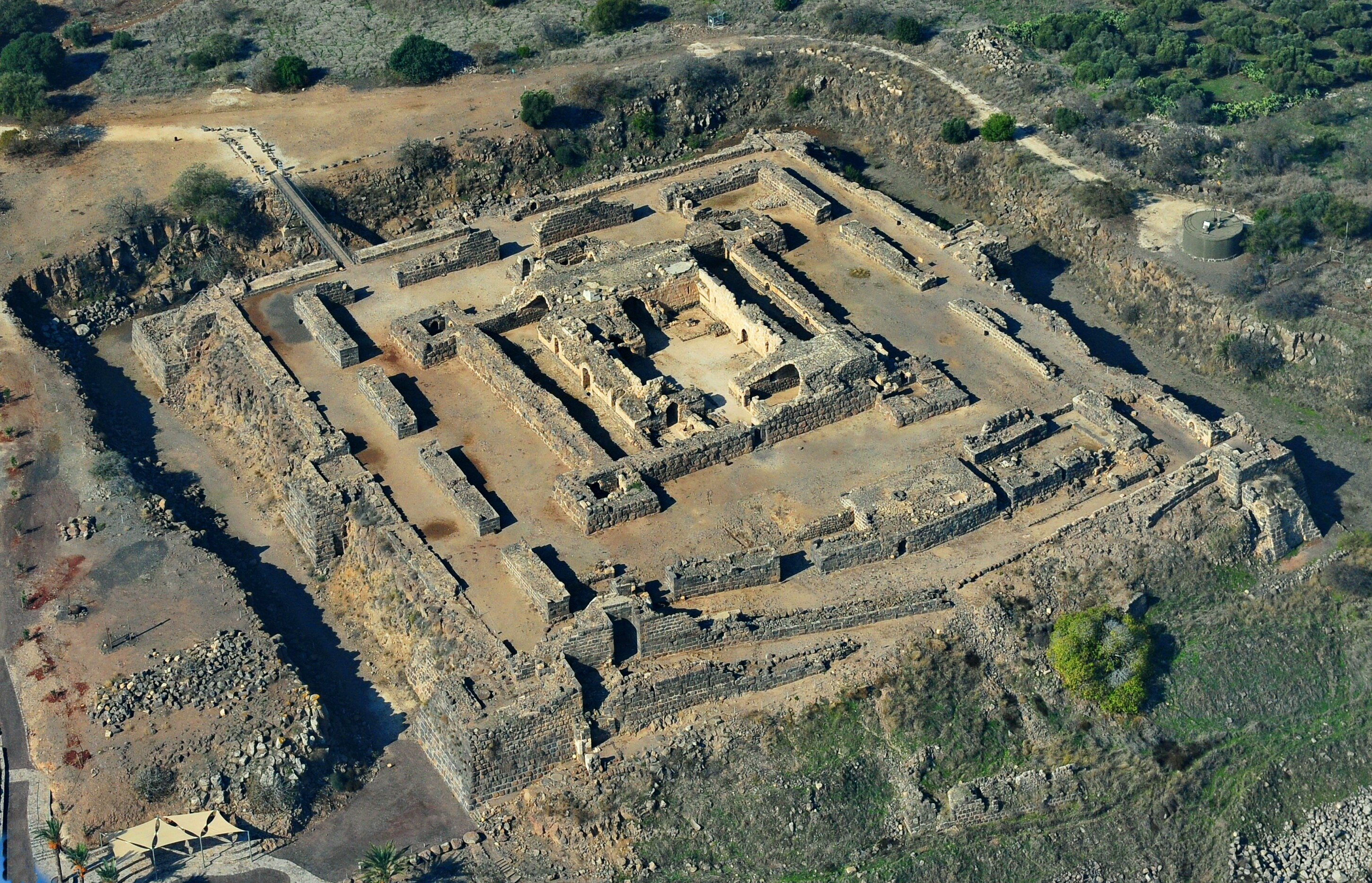
Fortaleza de Belvoir en el Parque nacional Belvoir o de Kokhav Hayarden.

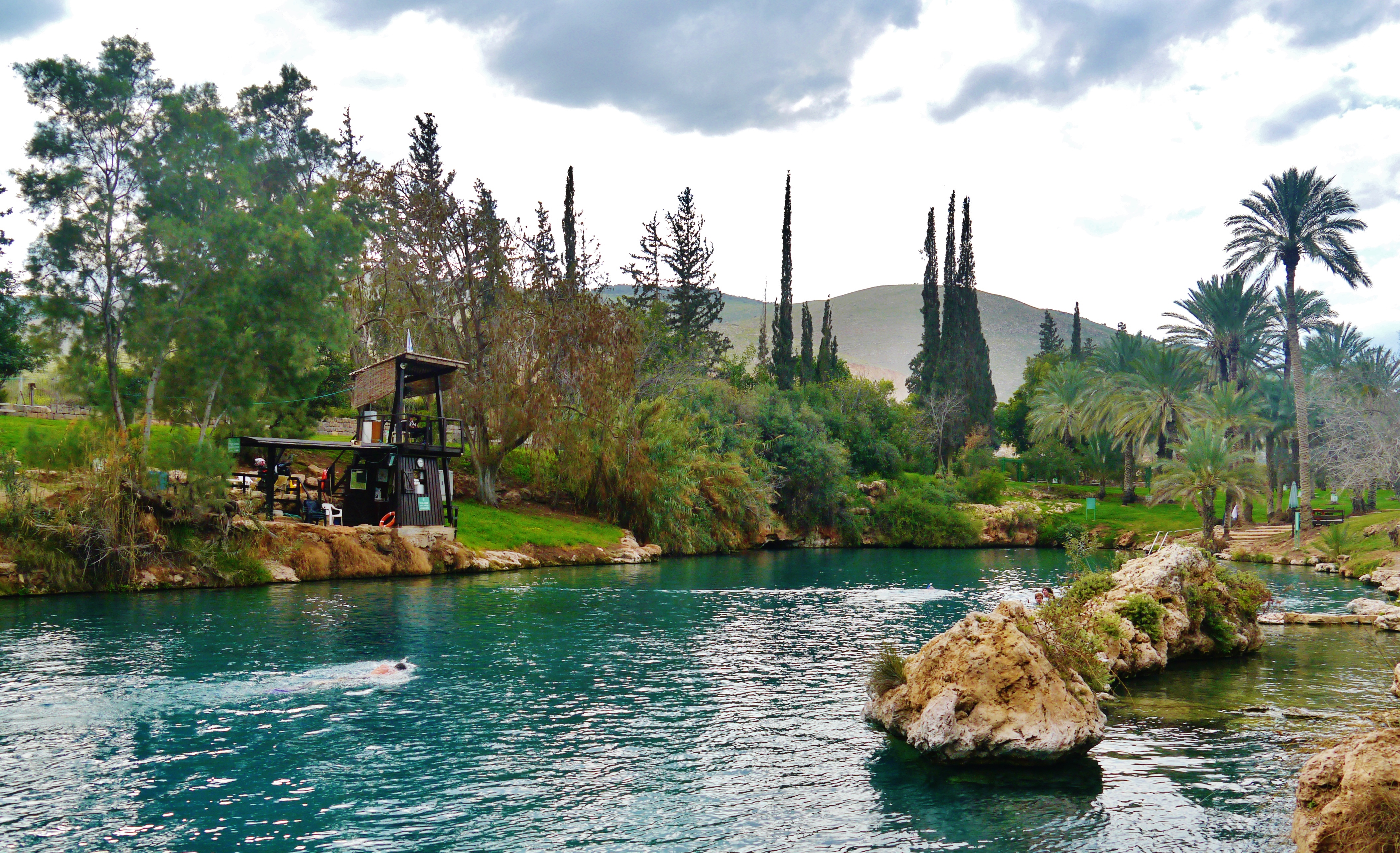
Aguas termales en el Parque nacional Gan HaShlosha

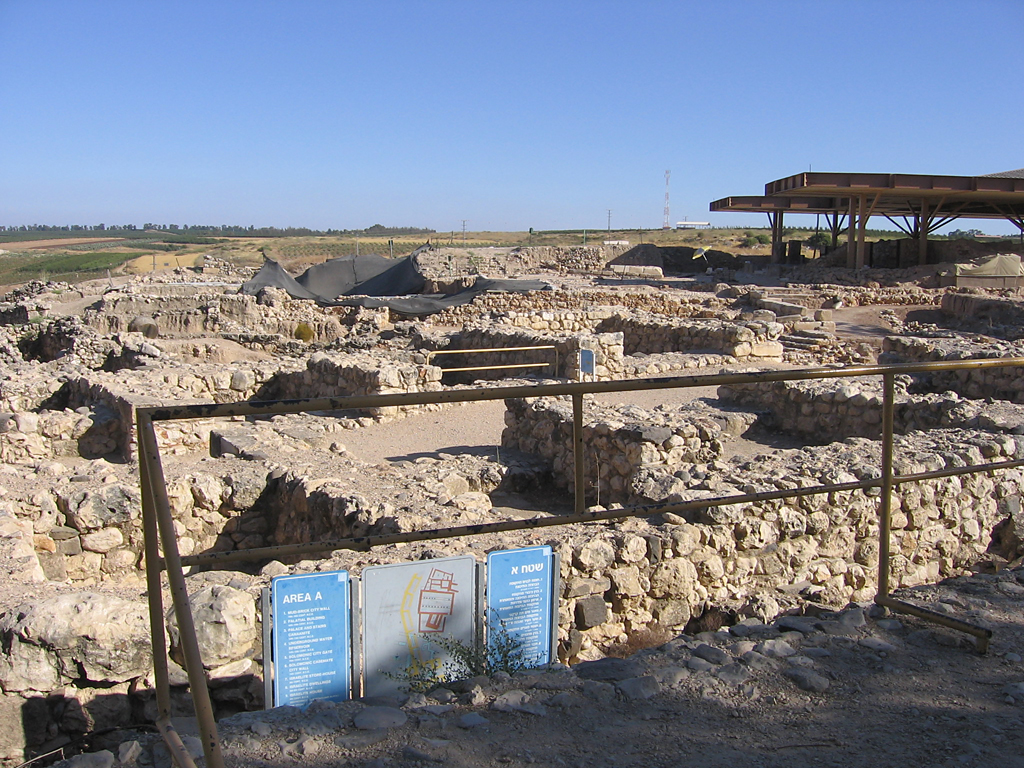
Parque nacional de Tel Hazor o Jasor

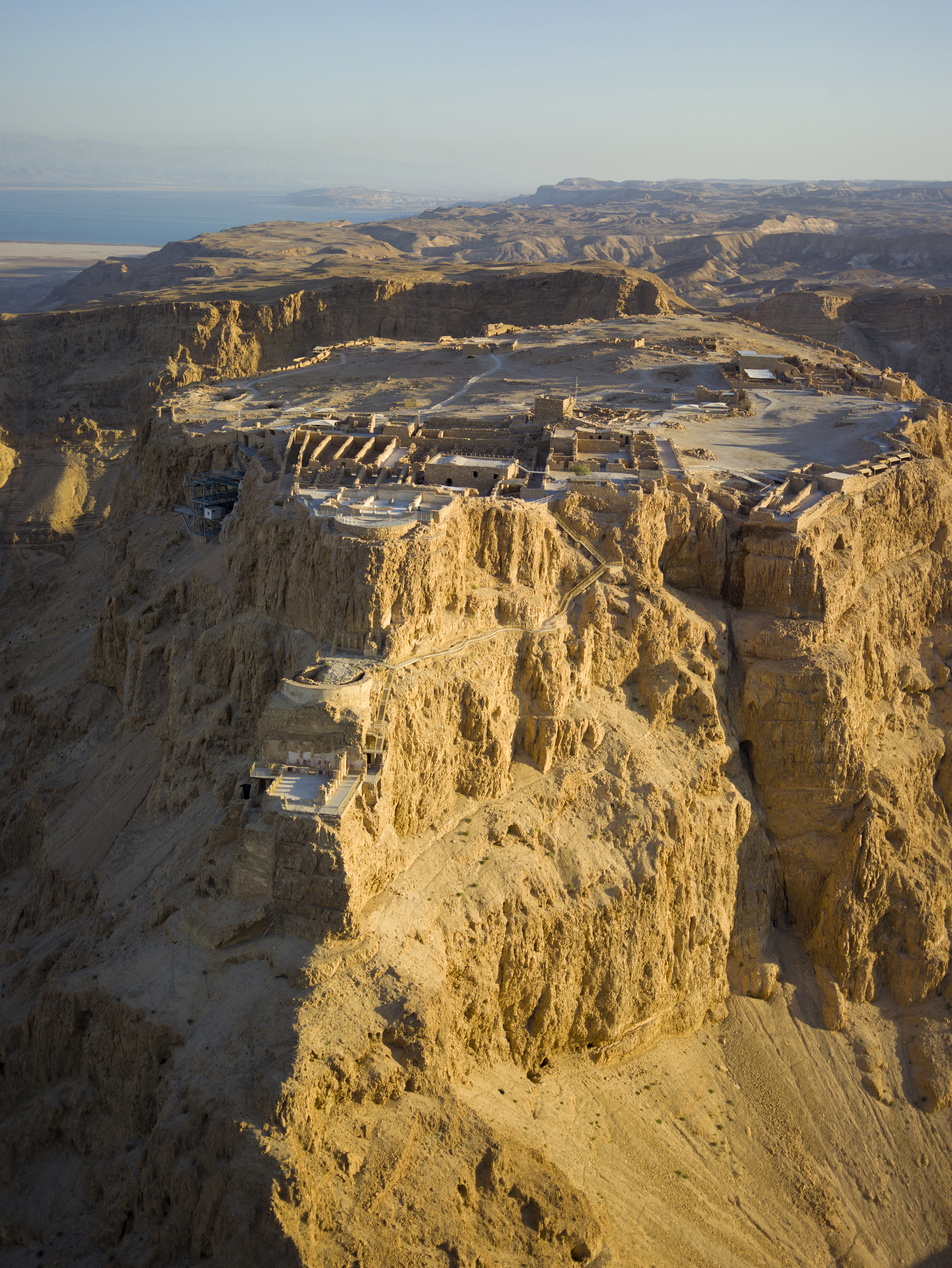
Parque nacional de Masada

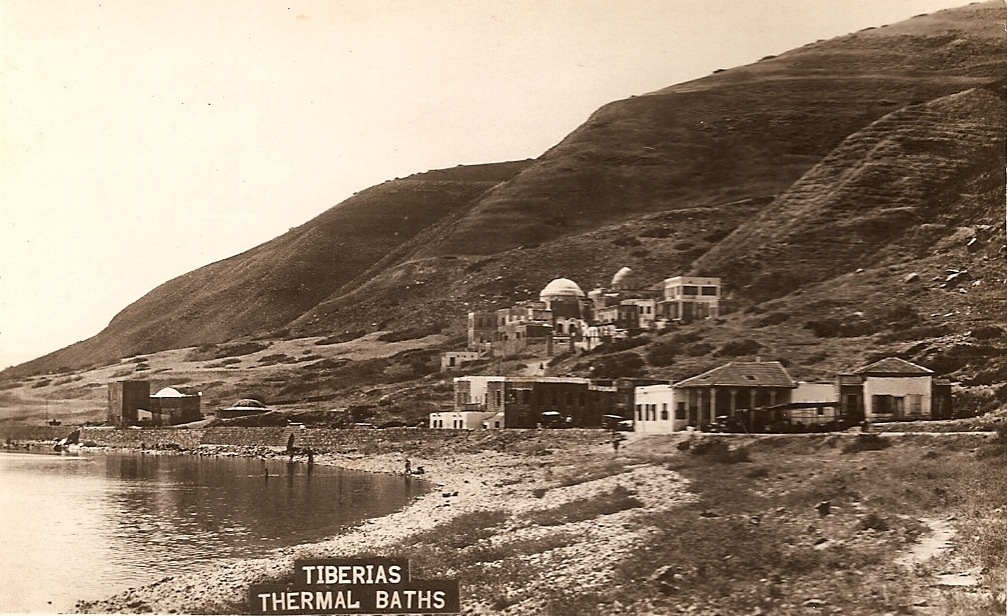
Baños de Hamat Tiberias en 1925

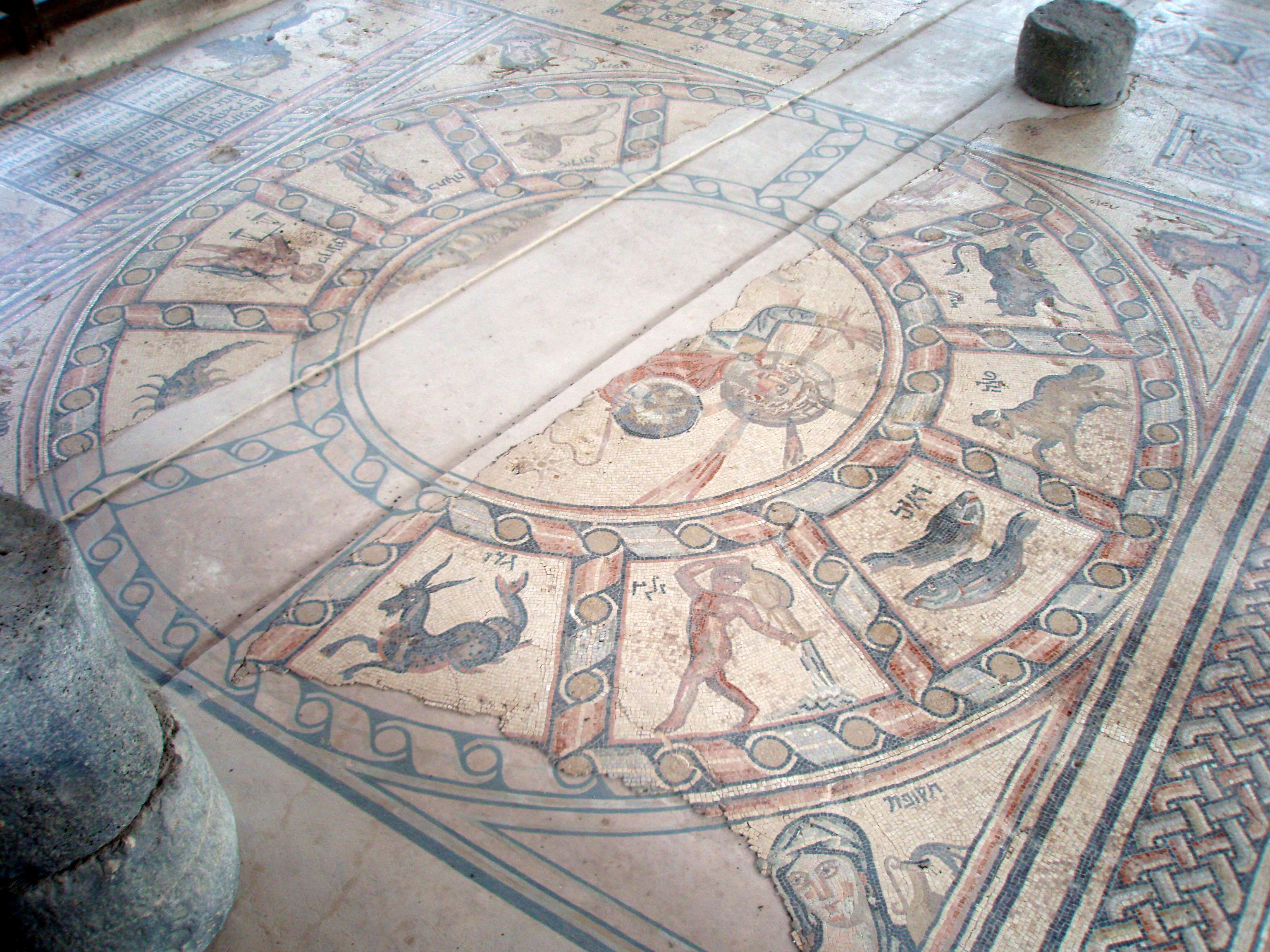
Mosaico en la sinagoga de Hamat Tiberias

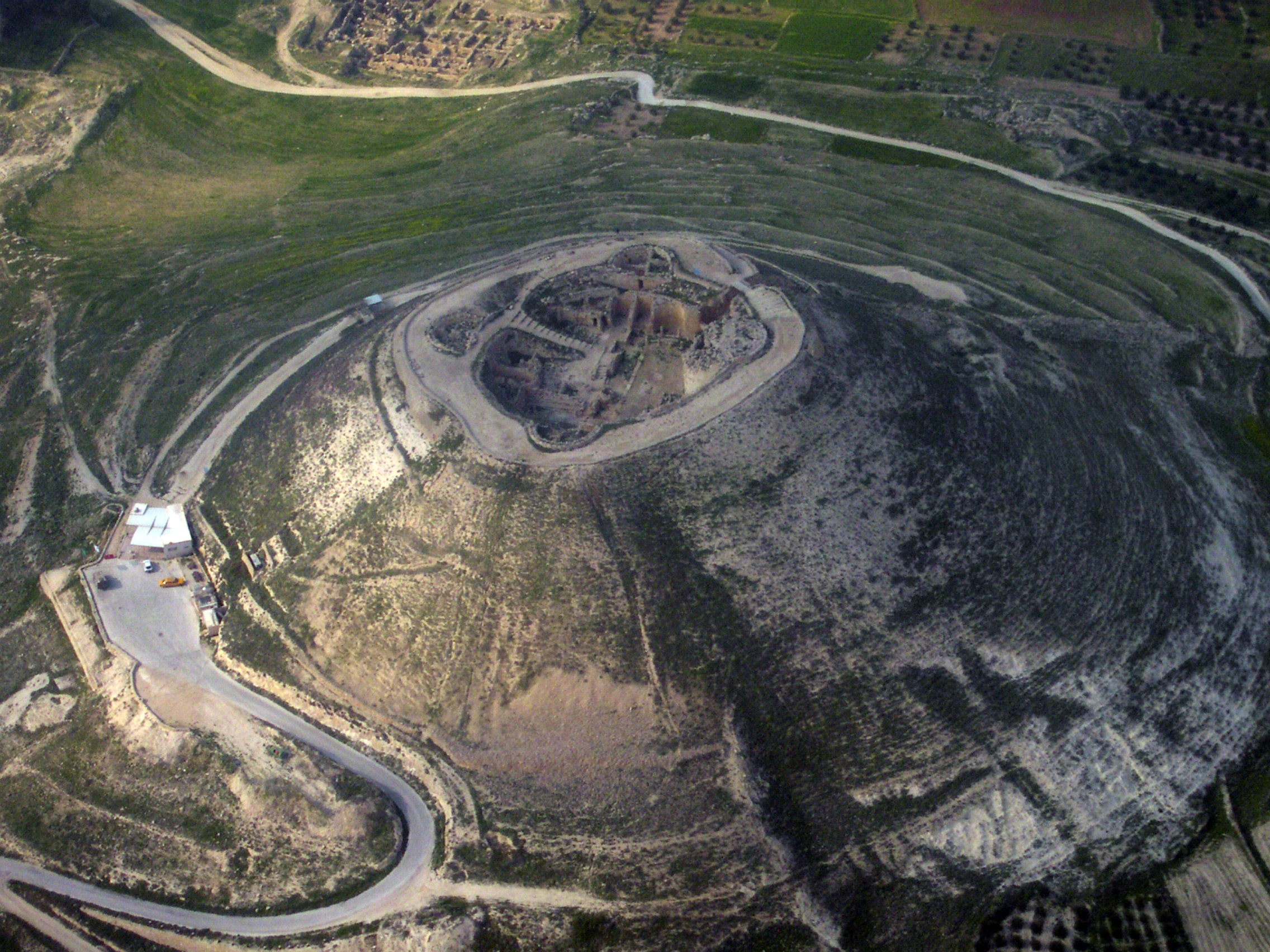
Parque nacional de Herodión

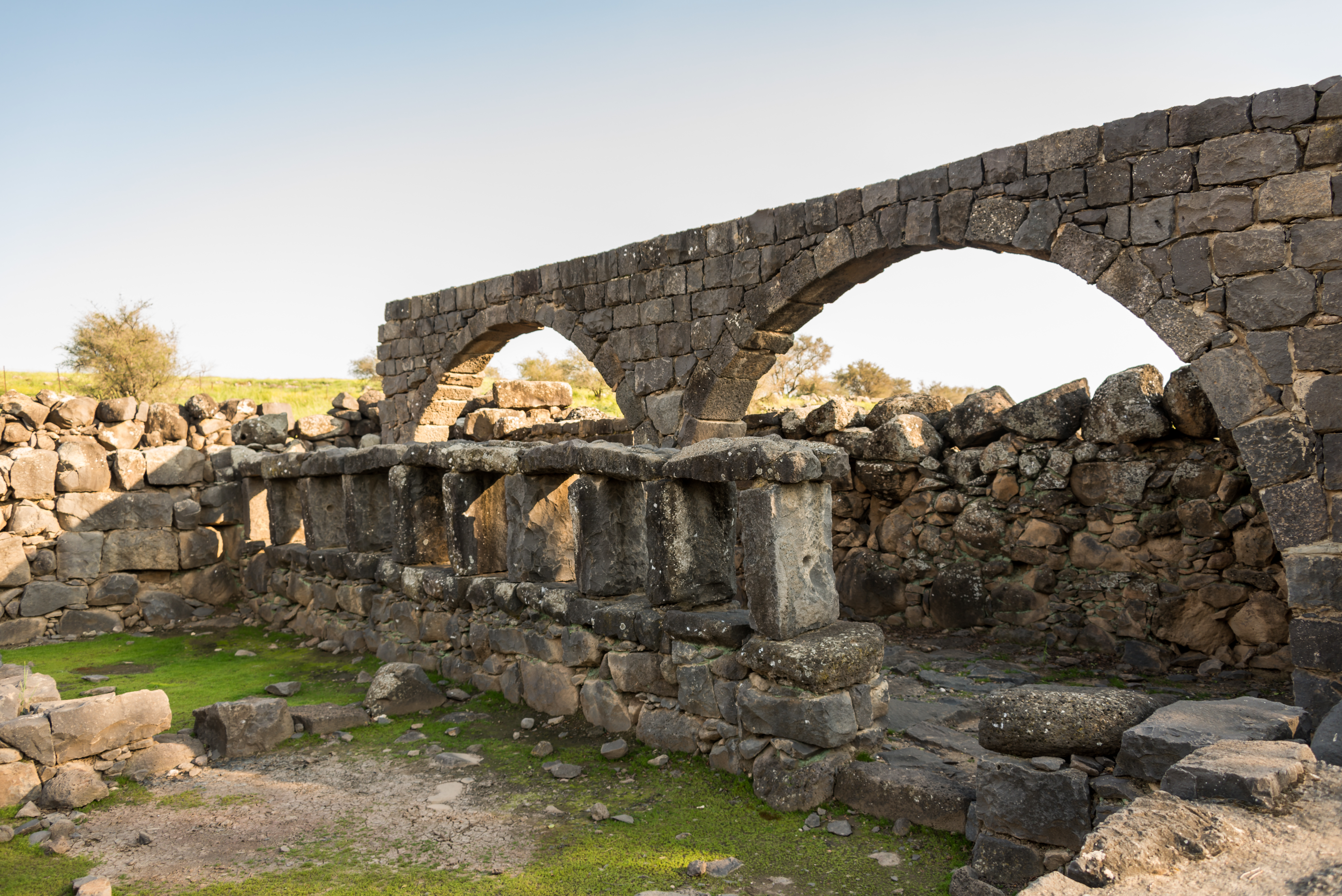
Ruinas de Korazim o Korozaín

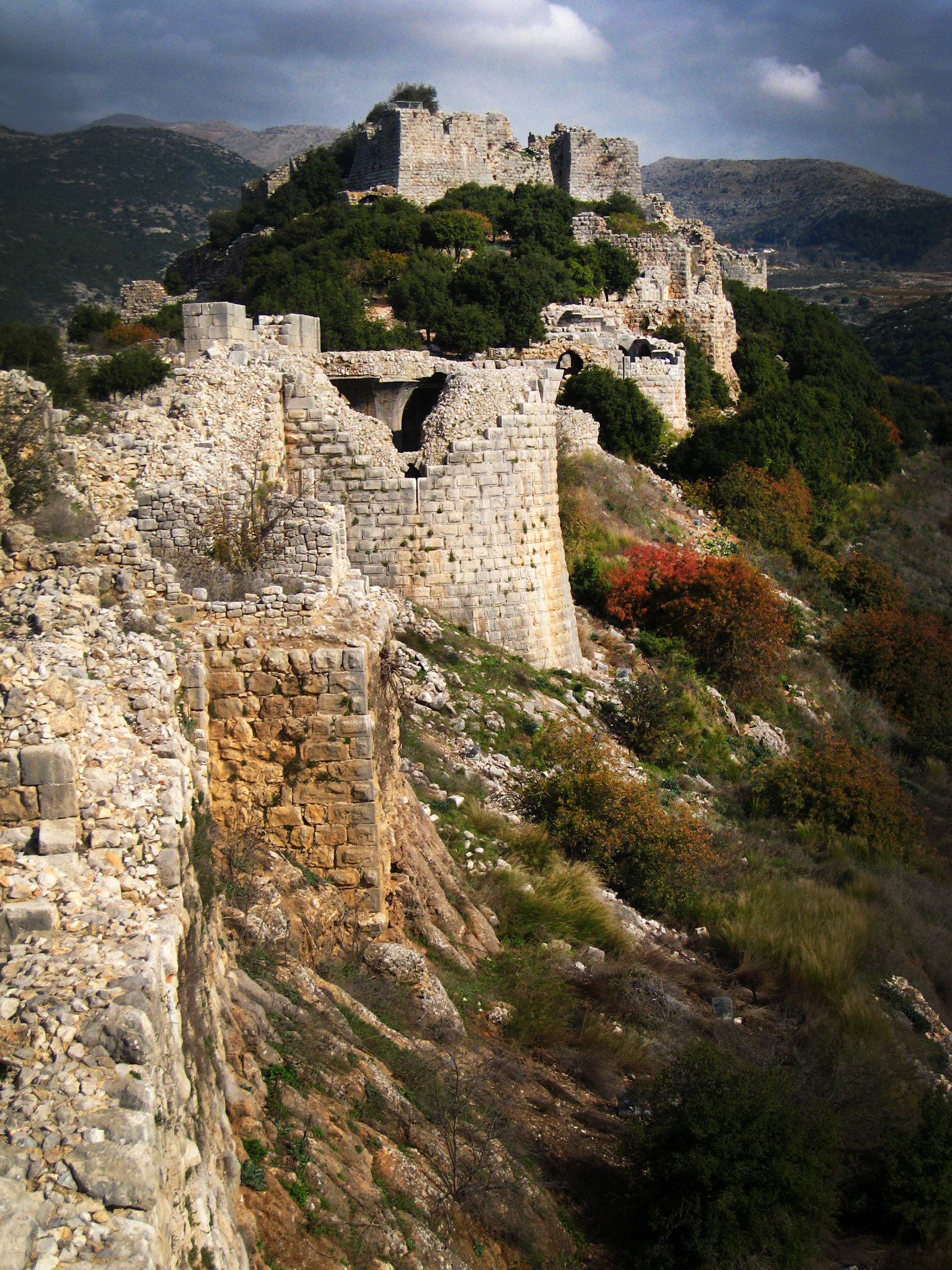
Fortaleza de Nimrod

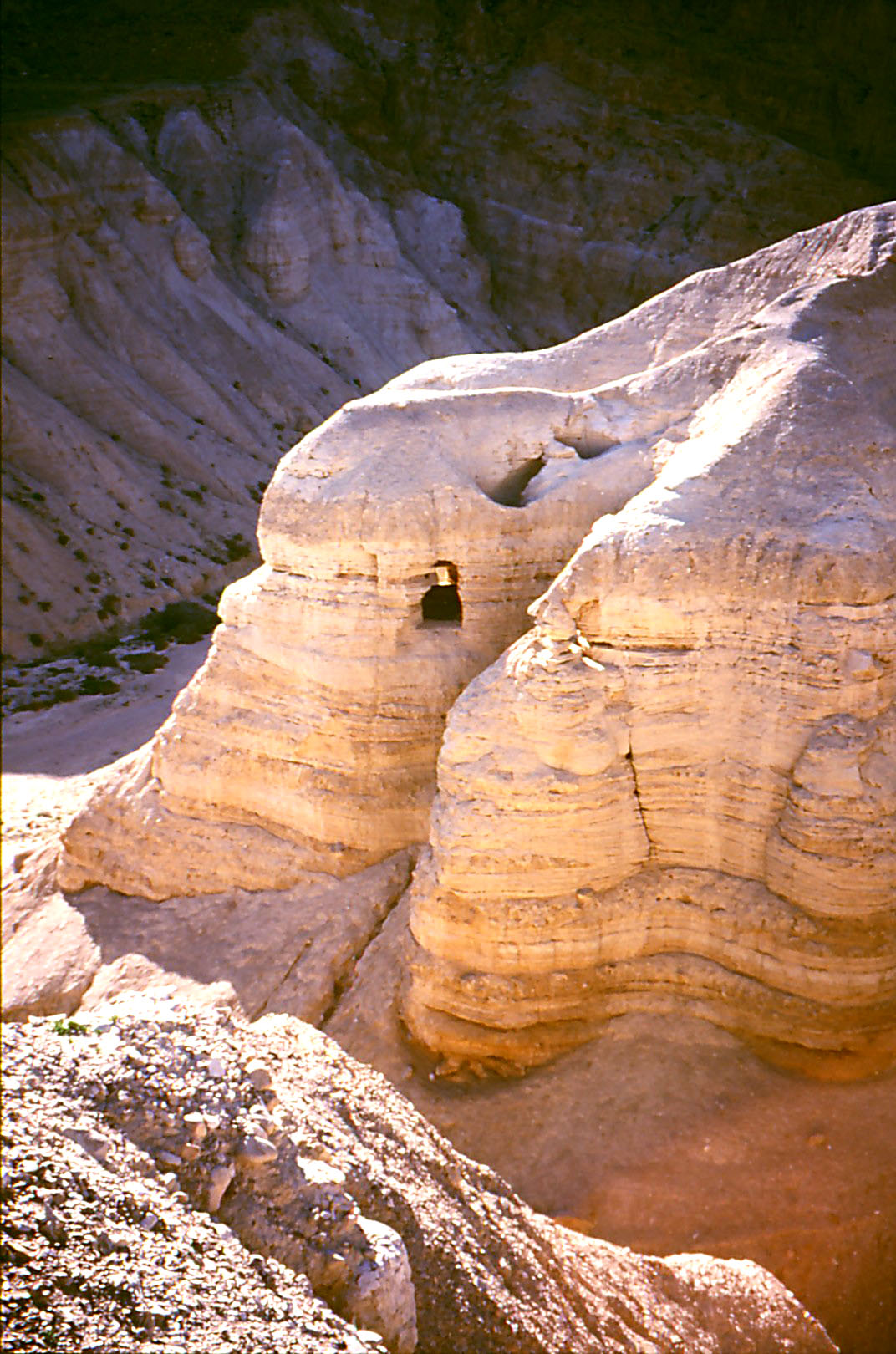
Cuevas de Qumran

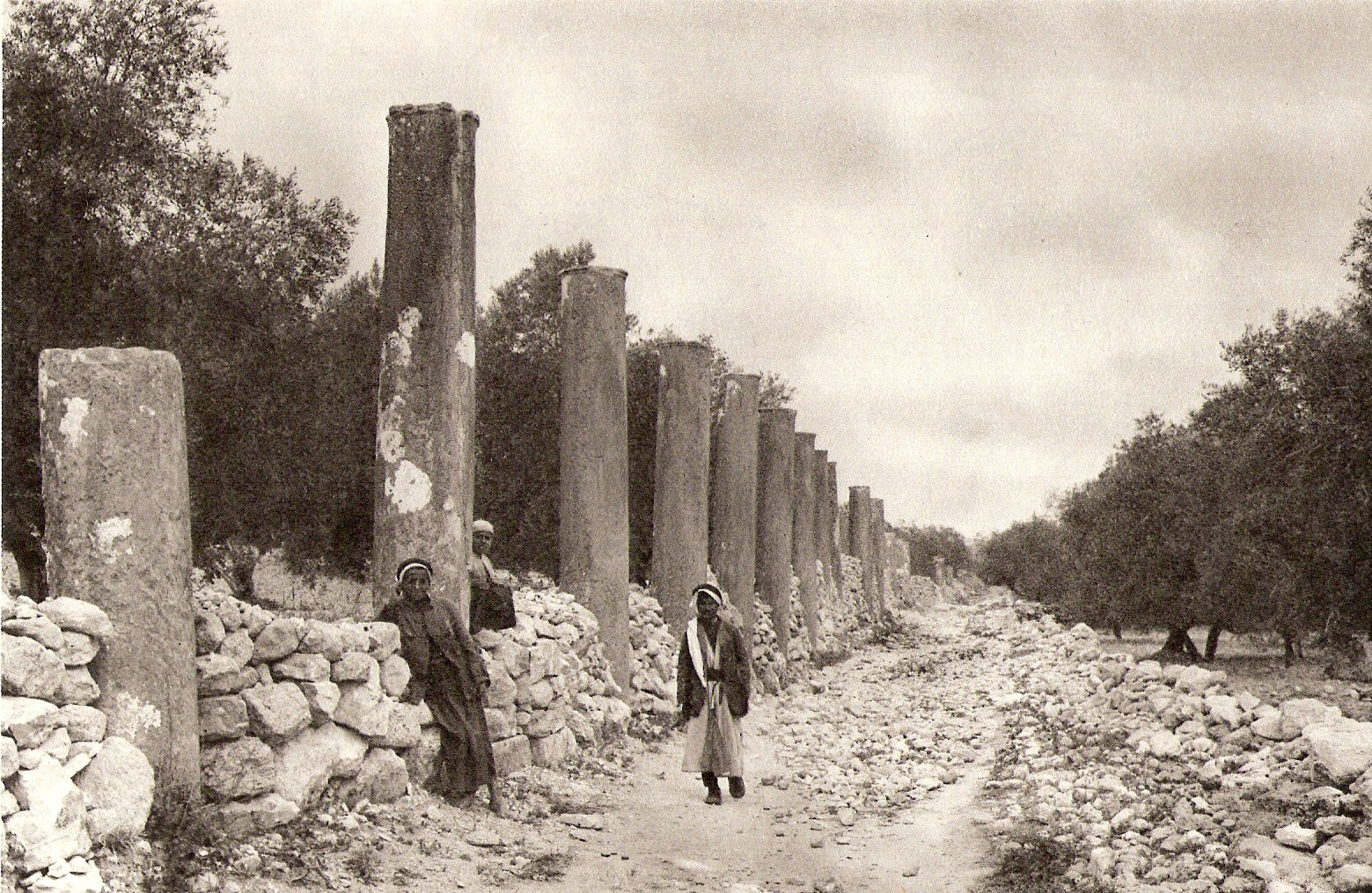
Ruinas de la desaparecida ciudad de Samaria

- Parque nacional de la playa de Aczib, 0,45 km². Comprende una pequeña zona de playa arenosa junto al mar, con elevaciones de arenisca, donde anidan las tortugas y se hallan los restos de la ciudad bíblica de Aczib, ciudad cananea sometida por David. Cerca de Nahariya.

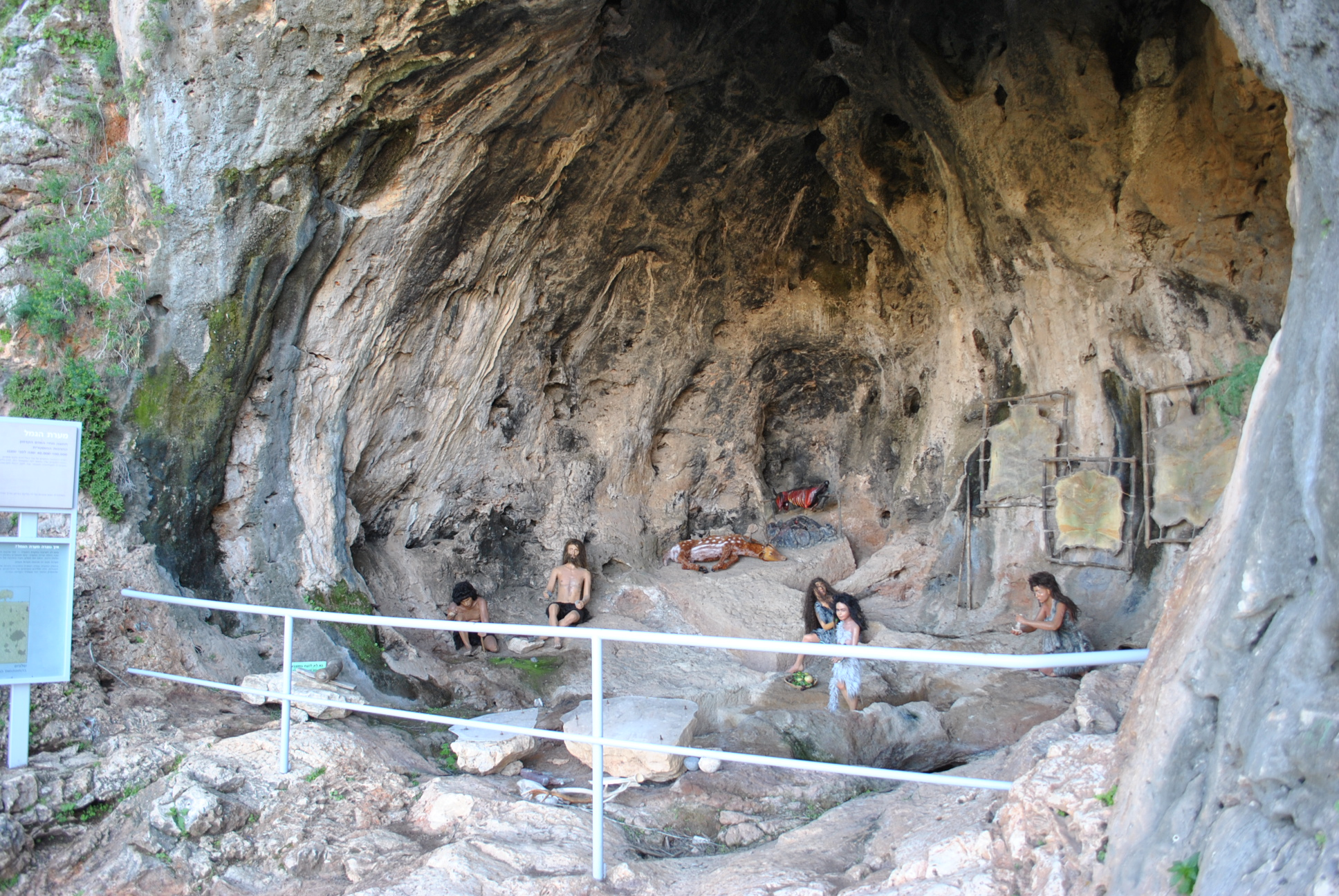
Representación de vida prehistórica en la cueva Jamal, en el monte Carmelo, en las cuevas de Nahal Me'arot, donde vivieron neandertales y sapiens.

- Parque nacional de Nahal Alexander, 3.01 km². Es un tramo del río Alexander, una corriente de 45 km que nace en el cinturón de montañas de Samaria en Cisjordania. Es el hábitat de un tipo de tortuga de caparazón blando (Trionychidae). Cerca de Kfar Vitkin, un moshav (asentamiento) en el centro de Israel.

- Parque nacional de Apolonia. También conocido como Apolonia-Arsuf, antigua ciudad y fortaleza, a unos 15 km del norte de Tel Aviv, en un acantilado calizo frente al mar Mediterráneo. La moderna ciudad de Arsuf es un pequeño asentamiento al norte de Apolonia de Palestina. Cerca de Herzliya.[7]

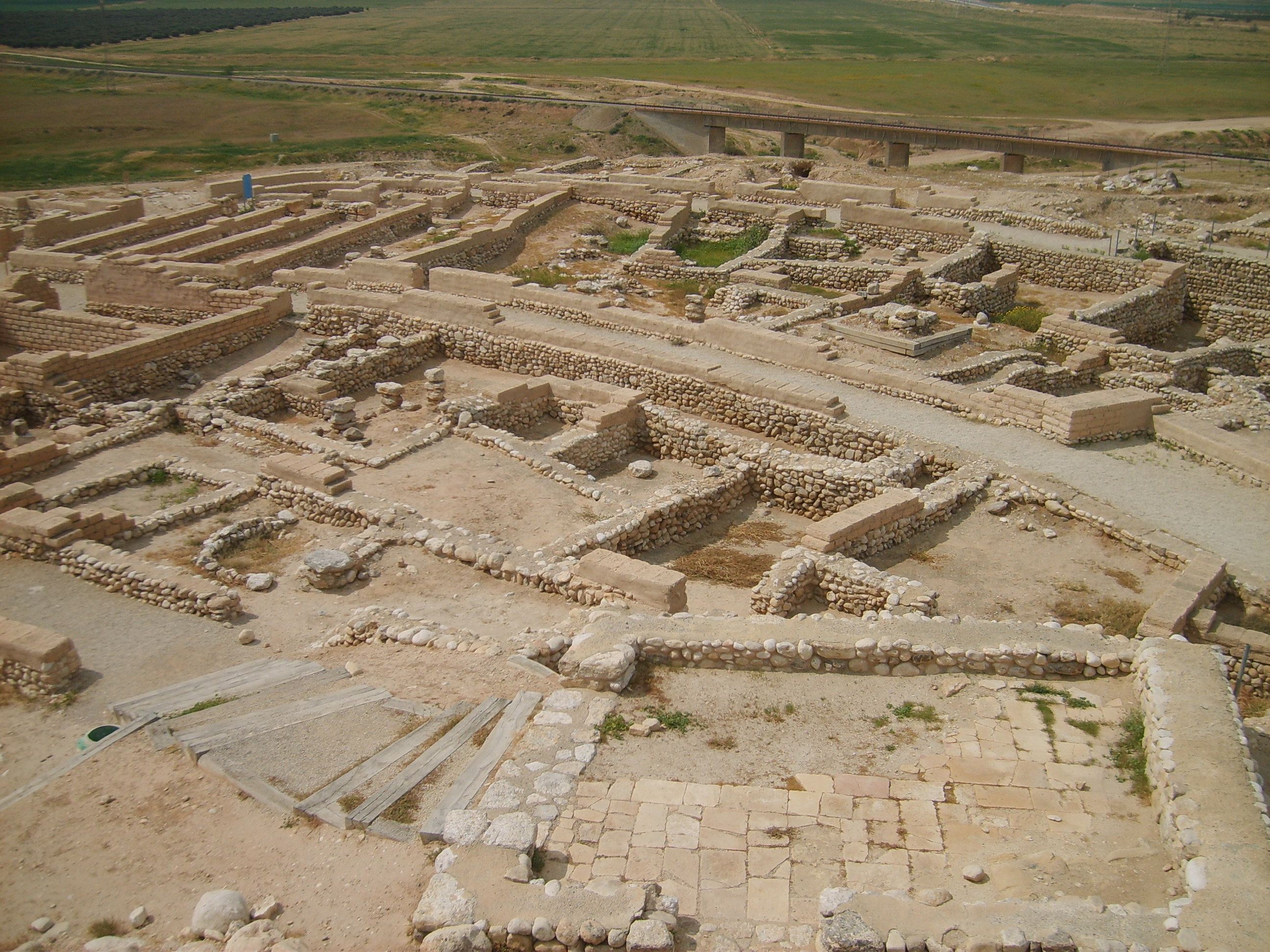
Sitio arqueológico de Beerseba

- Reserva natural y Parque nacional de Arbel. Por el monte y el río del mismo nombre, el Nahal Arbel, que desemboca en el mar de Galilea. El monte, en la Baja Galilea, en el norte de Israel, tiene una altitud de 181 m , pero se halla a 380 m sobre el área circundante, ya que el mar de Galilea se encuentra a 280 m bajo el nivel del mar. El monte tiene un acantilado de 110 m de altura desde el que se practica salto base. Hay cuatro pueblos en la montaña, Kfar Zeitim, Arbel, Kfar Hittim y Mitzpa, y numerosos restos arqueológicos desde el Período del Segundo Templo.

- Parque nacional de Ascalón, en la antigua Ascalón, en la costa sur.

- Parque nacional Bar'am. Cerca del kibutz de Bar'am, incluye una sinagoga de época talmúdica, en el extremo norte.

- Parque nacional de Beit Alfa Synagogue. Cerca del Kibbutz Hefzibah.

- Parque nacional Beit Guvrin. Cerca del kibutz Beit Guvrin. Abarca las ruinas de Maresa, de época judáica, y Beit Guvrin, romana, en el centro del país. Las cuevas de Maresha se consideran patrimonio de la humanidad.

- Parque nacional de Beit She'an. Cerca de Beit She'an

- Parque nacional Beit She'arim, 12,2 ha, en el norte. Necrópolis judía junto a la ciudad de Kiryat Tiv'on.

- Parque nacional de Cesarea. Ruinas de una antigua colonia romana para legionarios veteranos, al norte de Samaria, en la costa norte, junto a la ciudad de Cesarea.

- Parque nacional de Cafarnaúm.

- Parque nacional de Castel. Cumbre fortificada en las montañas de Judea, donde se hallaba la antigua población árabe de Al-Qastal, cuyos habitantes fueron expulsados por el ejército israelí tras una serie de batallas clave de la Operación Nachshon en la Guerra árabe-israelí de 1948.[8] A 8 km al oeste e Jerusalén. Cerca de Mevaseret Zion.

- Parque nacional Ciudad de David. Junto a las murallas de la Ciudad Vieja de Jerusalén diseñado para rodear la ciudad y evitar construcciones cerca de los muros. El parque nacional Ciudad de David se encuentra en el barrio palestino de Silwan, en Jerusalén Este, en territorios que la comunidad internacional considera ocupados desde 1967.

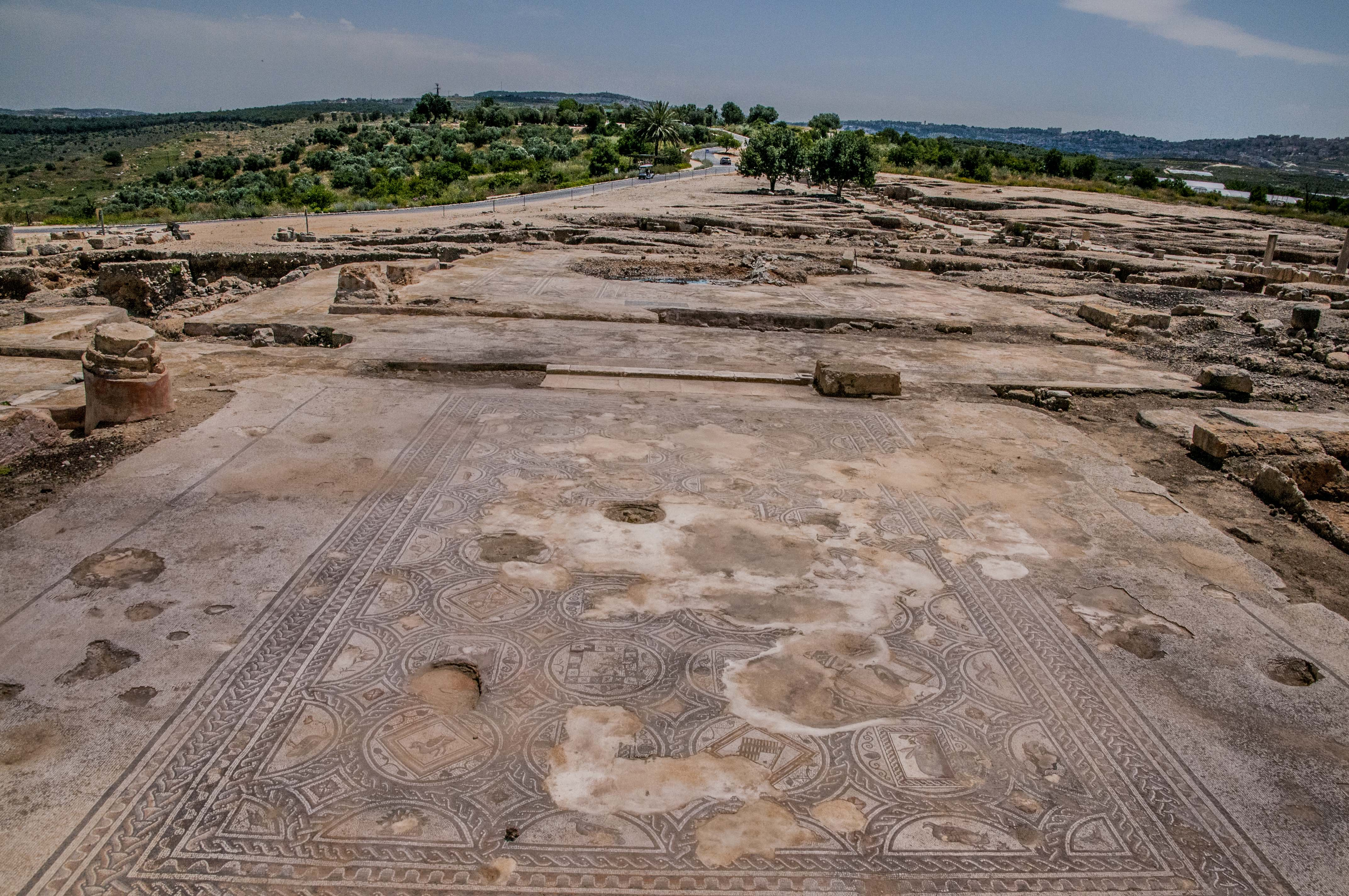
Mosaico en Séforis, Parque nacional de Tziporis.

- Parque nacional de Ein Avdat. También conocida como Ovdat, es una de las Ciudades del desierto de Néguev, declaradas Patrimonio de la Humanidad por la Unesco en 2005. En la ruta caravanera de los nabateos de Petra a Gaza. En la Ruta del incienso. Cerca del Kibutz Sde Boker.[9]

- Parque Nacional Ein Gedi, 25 km², al este del desierto de Judea, en la costa del mar Muerto. Es un santuario natural por el que fluyen dos torrentes importantes, el arroyo de David y el arroyo de Arugot. Hay acacias, azufaifos y álamos.

- Parque nacional de Ein Hemed. A 7 km al oeste de Jerusalén, en el camino de una antigua calzada romana, conocida como Aqua Bella en latín y como Emaús por los cruzados. Incluye la tumba del jeque Abdullah, en cuyo honor se conserva un roble y encinar.

- Parque nacional Emek Tzurim, 17 ha, en la ladera del monte de los Olivos, al noroeste de las murallas de Jerusalén, cerca del barrio palestino de Wadi al-Joz, en territorios que la comunidad internacional considera como ocupados por Israel desde 1967.

- Parque nacional Eshkol. En el sur de Israel, un oasis al norte del Neguev, cerca de Gaza. Es un parque con una fuente y zona de pícnic. Cerca de Ofakim.[10]

- Parque nacional de la Fortaleza de Belvoir o de Kochav Hayarden, 32°35′44″N 35°31′17″E. al nordeste de Israel, una fortaleza templaria a 14 km al sur del mar de Galilea, construida a partir de 1168 por Gilbert d'Aissailly, gran mestre hospitalario. Cerca de Beit She'an.[11]

- Parque nacional Fortaleza de Yehi'am. 32°59′39″N 35°13′19″E. En el norte, al oeste de Galilea, en las tierras del kibutz Yehiam. Castillo de la época los cruzados construido por la Orden Teutónica después de 1220. Destruido y reconstruido varias veces, ahora se halla en ruinas.

- Parque nacional de Gan Hashlosha (Sahne). 32°30′20″N 35°26′52″E.  Cerca de Beit She'an. Posee un manantial termal con aguas a 28.oC de forma constante. Entre los kibutz de Beit Alfa, con una importante sinagoga bizantina, y Nir David. En el norte del valle del Jordán.

- Parque nacional de Tel Hazor. 33°01′06″N 35°34′09″E. Sobre los restos de la antigua Jazor, Tel Hazor es el tell más grande de Israel. En el nordeste, al norte del mar de Galilea. Cerca del kibutz Ayelet HaShahar. Forma parte del sitio patrimonio de la humanidad de los tells bíblicos, Megido, Jasor y Beer Sheba.[12] Los tells son montículos con vestigios de asentamientos humanos prehistóricos.

- Parque nacional de Megido. 32°35′07″N 35°11′04″E. Forma parte del sitio patrimonio de la humanidad de los tells bíblicos, Megido, Jasor y Beer Sheba. Está en el centro norte de Israel, en el valle de Jezreel, al sur de Galilea. Era una parada de los ejércitos que iban de Egipto a Siria antiguamente.

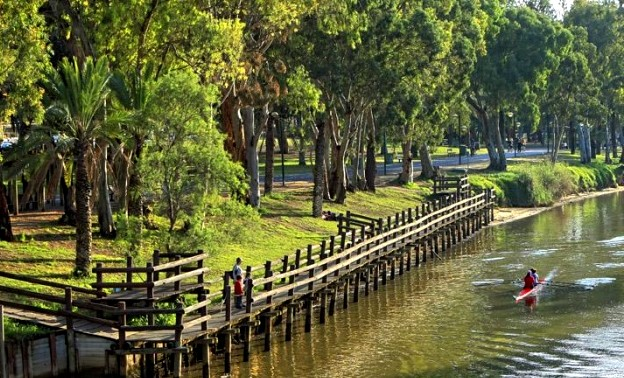
Parque Yarkon o Ganei Yeshoua, en Tel Aviv

- Parque Yarkon, 3,5 km².  Es el parque más grande de Tel Aviv. Está bordeado por el Bulevar Rokach al norte y Bavli al sur, el parque incluye grandes extensiones de césped, instalaciones deportivas, jardines botánicos, un aviario, un parque acuático, dos salas de conciertos al aire libre y lagos. Cuando se abrió al público en 1973, fue llamado Ganei Yehoshua, en honor de Yehoshua Rabinovich, el alcalde de Tel Aviv entre 1969 y 1974. El parque cuenta con seis jardines: Gan Habanim (Jardín conmemorativo de los Soldados Caídos), Gan Nifga'ei HaTeror (Jardín de las víctimas del Terror), Gan HaSlaim (Jardín de las rocas), Gan HaKaktusim (Jardín de los Cactus), Gan HaGazum (Jardín recortado) , y Gan HaTropi (Jardín Tropical).

- Museo del Buen Samaritano, en un edificio del periodo otomano restaurado, con seis salas. Restos arqueológicos del periodo bizantino, con un ala destinada a la historia de los samaritanos. Se encuentra en la carretera que conecta Jerusalén con el mar Muerto, cerca del asentamiento israelí de Kfar Adumim, en la Gobernación de Jerusalén (Palestina), en territorios que la comunidad internacional considera ocupados desde 1967.[13]

- Parque nacional de Hamat Tiberias. En la costa occidental del mar de Galilea, cerca de Tiberíades. Restos de la antigua ciudad fortificada de Hamat Tveryta o Tiberia, a poca distancia de la ciudad de Tiberíades, fundada por Herodes en el año 20. En el parque hay 17 manantiales de aguas termales que dieron lugar a unos baños en época romana que se siguieron usando en época temprana musulmana y se reconstruyeron en el siglo XVIII como hamam Suleimán. Destacan los restos de una vieja sinagoga con mosaicos.[14]

- Parque nacional del monte Gerizim o del Guerizín, en cuya cumbre se encuentra un recinto sagrado de los samaritanos y los restos de una ciudad del periodo helenístico. Se encuentra cerca de la ciudad de Nablus, en la gobernación homónima del Estado de Palestina, en territorios ocupados militarmente por Israel desde 1967. La llamada montaña de las bendiciones culmina a 881 m, con la cara norte, donde hay un manantial, bastante escarpada. Continúa siendo un lugar sagrado para los samaritanos, que consideran que Dios eligió este lugar para construir un templo. Se considera que fue el lugar elegido para el sacrificio de Isaac.[15]

- Parque nacional de Herodion Tekoa, 31°39′57″N 35°14′29″E. Ruinas de un palacio fortaleza erigido por Herodes el Grande en el año 20 a. C., tras una victoria militar sobre los asmoneos de Jerusalén. Está ubicado a 12 kilómetros al sur de Jerusalén y a 5 kilómetros al sureste de Belén, en la Gobernación de Belén, en Cisjordania (Palestina). Está sobre una colina a 758 metros por encima del nivel del mar.[16]

- Parque nacional de Hurshat Tal, al este de Kiryat Shemona. Parque y reserva en el Distrito Norte de Israel, con 76,5 ha. Creada para proteger 240 viejos robles de la especie Quercus macrolepis, de más de 350 años. Hay una balsa apta para el baño en el curso del río Dan.[17]

- Parque Metropolitano de Jerusalén, 31°46′24″N 35°09′44″E. Área verde de 15 km² ubicada en los alrededores de la ciudad de Jerusalén, al norte, oeste y sur.[18]

- Parque nacional de Corozaín, 32°54′41″N 35°33′50″E. Lugar bíblico situado en la actual Khirbat Karraza, una ciudad árabe palestina en el subdistrito de Safad. Actualmente es un parque arqueológico con un área de 10 ha, que comprende cinco barrios separados, con una sinagoga en el centro. La mayoría de estructuras son de basalto negro. En 1962 se descubrió el llamado asiento de Moisés en una piedra de basalto.[19]

- Parque nacional de Kursi, 32°49′33.91″N 35°39′1.36″E. Sitio arqueológico con las ruinas de un monasterio bizantino, en el lugar donde se supone que se produjo el milagro del endemoniado de Gerasa.[20] En la orilla oriental del mar de Galilea, en parte en una zona ocupada de la región de los Altos del Golán (Siria). El monasterio está rodeado por un muro de piedra de 145 x 123 m, uno del os más grandes de Israel.[21]

- Parque nacional de Ma'ayan. A los pies del monte Gilboa, donde brota el manantial de Harod de una cueva llamada de Gedeón, quien derrotó a loa madianitas en tiempos bíblicos, y forma un arroyo a través de un parque. En tiempos formaba un pantano y el agua recorría un acueducto del que quedan los restos. En la ladera se halla el museo de la casa de Yehoshua Hankin, un importante activista sionista. También hay un memorial diseñado por David Plombo en honor de los caídos en diferentes guerras.[22]

- Complejo de parques de Makhtesh Ramon. En el desierto de Néguev, 80 km al sur de Beerseba, cerca de Mitzpé Ramón. Es un acantilado de 40 km de longitud que ofrece vistas impresionantes sobre el desierto. Un makhtesh, en geomorfología, es un accidente geográfico considerado único en el desierto del Negev de Israel y en la península del Sinaí. Un makhtesh tiene las paredes escarpadas de rocas resistentes en torno a un profundo valle cerrado, que suele ser drenado por un único wadi.[23]

- Parque nacional de Mamshit. 31°01′34″N 35°03′50″E. Antigua ciudad nabatea en la ruta del incienso, es la mejor restaurada en el desierto del Néguev. Patrimonio de la humanidad. Cerca de Dimona.[24]

- Parque nacional de Masada, 31°18′56″N 35°21′14″E. Cerca de Arad. Es un yacimiento arqueológico que comprende los restos de varios palacios y fortificaciones que se localizan en la cumbre amesetada de una montaña aislada en la región oriental del desierto de Judea, próxima a la costa sudoccidental del mar Muerto.Es conocida por su destacada importancia en los compases finales de la primera guerra judeo-romana (también conocida como la Gran Revuelta Judía), cuando el asedio de la fortaleza por parte de las tropas del Imperio romano condujo finalmente a sus defensores a realizar un suicidio colectivo al advertir que la derrota era inminente.

- Parque nacional del monte Carmelo. Cien kilómetros cuadrados de pinos, eucaliptos y cipreses en el norte de Israel. Unos 250 sitios arqueológicos prehistóricos. Reserva de la biosfera de la Unesco. En la zona se encuentra el gamo persa, el corzo, buitres y otros animales. Hay numerosos recorridos en los que se pueden visitar los sitios, entre ellos el monasterio donde, según la tradición, el profeta Elías demostró que era un profeta verdadero, no de Baal. Cerca de Haifa.[25]

- Parque nacional de Nahal Me'arot, 32°40′12″N 34°57′55″E. En el noroeste. Es un yacimiento arqueológico situado en la vertiente occidental del Monte Carmelo, al sur de la ciudad de Haifa en Israel. Está compuesto por cuatro cuevas (Tabun, Jamal, Skhul y el-Wad) ocupadas por diferentes poblaciones humanas durante aproximadamente 500 000 años.[26]

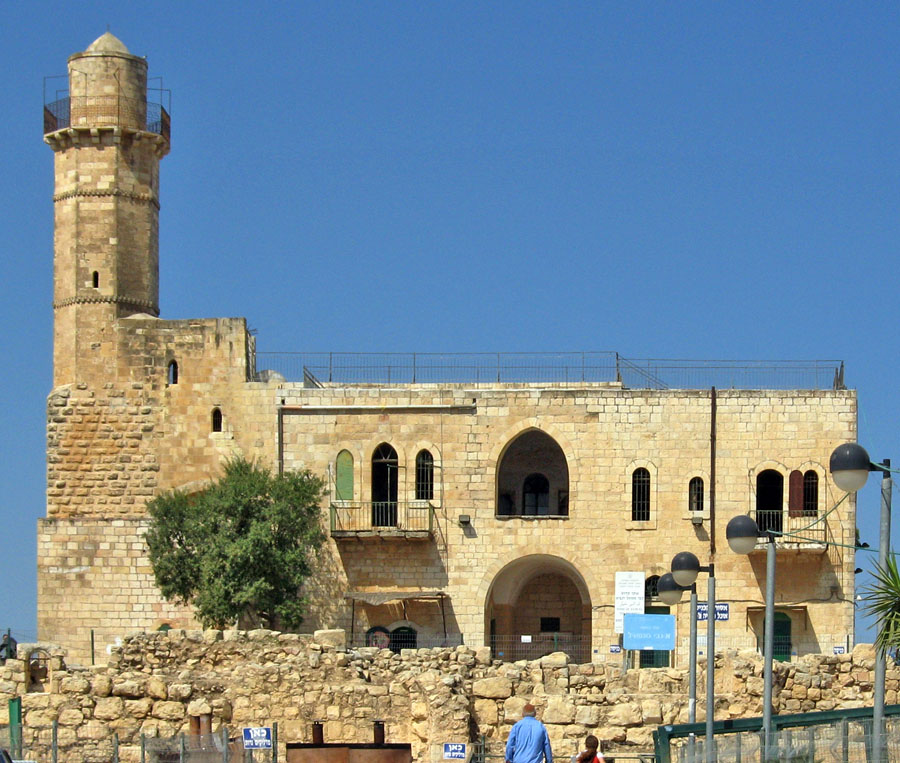
Nebi Samuel o Tumba de Samuel

- Parque nacional de Nebi Samuel o de la Tumba de Samuel, 31°49′58″N 35°10′48″E. Es el lugar donde la tradición indica que está enterrado Samuel, profeta del islam y del judaísmo. Se encuentra en lo alto de una colina a 908 metros por encima del nivel del mar,[27] en la aldea palestina de Nabi Samwil, en la Gobernación de Jerusalén (Palestina), en territorios ocupados por Israel desde 1967. Está a 7,6 kilómetros al noroeste de Jerusalén.

- Parque nacional de la fortaleza de Nimrod, 33°15′10″N 35°42′53″E. Un fortín en los Altos del Golán, región siria ocupada militarmente por Israel desde 1967, a 800 m de altitud. Tiene 420 de largo y 150 m de ancho. Se cree construida en 1229 por un sobrino de Saladino para defender la zona de los cruzados. Cerca de Kiryat Shemona.[28]

- Parque de las dunas de Ashdod y Nitzanim. La costa de Israel está formada por un ecosistema de dunas a lo largo de una extensión de 462 km², de los que las tres cuartas partes están al sur de Tel Aviv. La mayor parte ha desaparecido, pero se conserva una zona, en el parque de las dunas	(Sand Dune Park), de 11 km², entre el mar y las zonas cultivadas. El norte pertenece a la ciudad de Ashdod. Al sur, en las dunas, se halla el kibutz de Nitzanim, rodeado por la reserva.

- Parque nacional de Qumrán, 31°44′27″N 35°27′31″E. Se encuentra en la Gobernación de Belén (Palestina), en territorios ocupados militarmente por Israel desde 1967. En un valle del desierto de Judea, en las costas occidentales del mar Muerto En el valle hay unas ruinas donde debió habitar una colonia de esenios, en una terraza a 13 km al sur de Jericó, en la que se hallan unas cuevas donde, en 1947, se descubrieron unos textos religiosos conocidos como Evangelios apócrifos o Manuscritos del mar Muerto.[29]

- Parque nacional Shivta, 30°53′N 34°38′E. Sitio arqueológico en el desierto de Néguev, al sur de Israel. Restos de una antigua ciudad bizantina parcialmente restaurada. Se conservan iglesias de la época y los huertos tal como los utilizaban los nabateos.[30]

- Parque nacional de Samaria (Shomron en hebreo). Se encuentra cerca de la ciudad de Sebastia, en la Gobernación de Nablus, Cisjordania (Palestina), en territorios que la comunidad internacional considera como ocupados por Israel. Ruinas de la capital del reino de Israel entre los siglos IX y VII a. C., en las montañas de Samaria. Herodes el Grande le cambió el nombre a Sebaste. Se cree que la cabeza de Juan Bautista fue enterrada en una pequeña basílica en la ciudad, que fue reconstruida por Septimio Severo.

- Parque nacional de Tel Arad, 31°15′37″N 35°12′53″E . Sitio arqueológico o tell donde se hallan los restos de una ciudad fortificada cananea y una fortaleza de los tiempos de los reyes de Judea. Cerca de Arad, en el centro-este.[31]

- Parque nacional de Tel Beerseba, 31°14′41″N 34°50′27″E. Sitio arqueológico en el centro sur de Israel, al este de Beerseba y al oeste de la ciudad beduina de Tel as-Sabi o Tel Sheva. En Berseba vivieron tres de los padres bíblicos, Abraham, Isaac y Jacob, por lo que la Unesco la declaró patrimonio de la humanidad. Se conserva el altar de los sacrificios, el palacio del gobernador, las puertas y los almacenes.[32]

- Parque nacional de Tzipori, 32°45′08″N 35°16′52″E. Sitio arqueológico de la antigua Galilea en la ciudad de Séforis, en el centro de Galilea, en Israel. Se conserva el teatro, el barrio judío, el castillo cruzado, la sinagoga, etc.[33]

## Reservas naturales
- Reserva natural de Coral Beach Eilat
- Reserva natural de Ein Afek Kiryat Bialik
- Reserva natural de Ein Gedi Kibbutz Ein Gedi
- Reserva natural de En Prat (En Fara), en la Gobernación de Jerusalén (Palestina).
- Reserva de Stalactite Cave, Avshalom	Beit Shemesh
- Reserva natural de Hai-Bar Carmel Haifa
- Reserva natural de Gamla Katzrin, en los Altos del Golán (Siria).
- Reserva natural de Hermon Stream (Banias), en los Altos del Golán (Siria).
- Reserva natural de Hula Valley
- Reserva natural de Iyon (Tanur) Stream Metulla
- Reserva natural de Yotvata Hai-Bar. Cerca de Kibbutz Yotvata
- Reserva natural de Meshushim, en los Altos del Golán (Siria). El arroyo Menushim se encuentra en la Reserva forestal de Yehudiya. Destaca la piscina natural de 20 x 30 m rodeada de bloques de basalto hexagonales. El recorrido hasta la balsa para por los robles del monte Tabor, desde donde se pueden ver hacia el este los Altos del Golán, el monte Hermon, picos volcánicos y la línea de armisticio con Siria.[34]